# Região Sul de Alberta

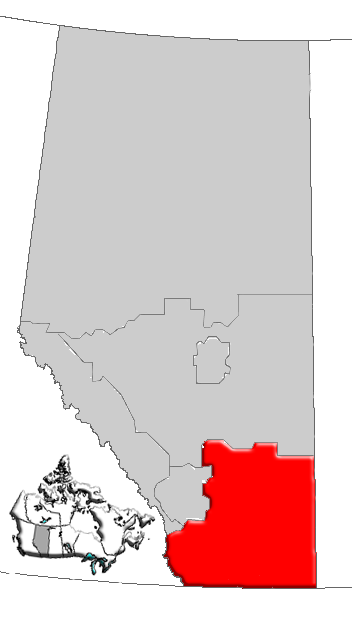
Localização da Região Norte de Alberta na província.

A Região Sul de Alberta é uma região localizada na província canadense de Alberta. Em 2004, a população da região era de aproximadamente 272.017 habitantes. As principais cidades são Lethbridge e Medicine Hat. A região é conhecida principalmente pela produção agrícola, mas outros setores, como energia alternativa, produção de filmes e turismo, estão surgindo e se fortalecendo na região.